# Ogniczek
Ogniczek (Corthylio calendula) – gatunek małego ptaka z rodziny mysikrólików (Regulidae), wcześniej zaliczany do pokrzewkowatych. Zamieszkuje Amerykę Północną, nie jest zagrożony.
SystematykaWyróżniono trzy podgatunki C. calendula:
- C. calendula grinnelli – Alaska, południowo-zachodnia Kanada i północno-zachodnie USA;
- C. calendula calendula – środkowa i wschodnia Kanada, południowo-zachodnie, zachodnio-środkowe i wschodnie USA;
- C. calendula obscurus – wyspa Guadalupe (Meksyk). Podgatunek uznany za wymarły, po raz ostatni stwierdzono go w 1953 roku[3].

Morfologia i tryb życiaDługość ciała 10–11 cm; masa ciała 5–8 g. Oliwkowozielony, wierzch ciała ciemniejszy. Wokół oczu widoczna biała obrączka, co sprawia wrażenie nadzwyczaj dużych narządów wzroku. Na skrzydłach 2 białe paski (u młodych ptaków płowe), dolny czarno obrzeżony. Ogon krótki. U samca charakterystyczny szkarłatny pasek ciemieniowy, jednak słabo widoczny. Nieustannie poszukuje pokarmu; co chwilę zawisa w powietrzu. Często potrząsa skrzydłami.
Zasięg, środowiskoLasy iglaste zachodniej oraz północnej części Ameryki Północnej. Zimę spędza wzdłuż środkowo-wschodnich i środkowo-zachodnich wybrzeży oraz w południowej części Ameryki Północnej, aż po południowy Meksyk, a niekiedy dalej na południe – po Gwatemalę w Ameryce Centralnej.
StatusIUCN uznaje ogniczka za gatunek najmniejszej troski (LC, Least Concern) nieprzerwanie od 1988 roku. W 2020 roku organizacja Partners in Flight szacowała liczebność populacji lęgowej na około 100 milionów osobników. Trend liczebności populacji oceniany jest jako wzrostowy.